# マーリンM336
マーリン M336（Marlin Model 336）は、マーリン・ファイアアームズ社にて開発されたレバーアクション式小銃である。1948年に発表されて以来、使用弾や銃身長の異なる様々なモデルが開発されているが、使用弾は.30-30ウィンチェスター弾または.35レミントン弾が、銃身長は20インチまたは24インチのモデルが人気だった。現在、24インチ銃身モデルは.30-30ウィンチェスター弾仕様のみが販売されている。また、現在はレミントン・アームズ社が製造を手がけている。

## 歴史
M336は、1893年から1936年まで製造されていたM1893ライフルの設計に直接改良を加えた製品である。大きな変更点は、L・L・ヘップバーン（L.L. Hepburn）の特許に基いた新型のロッキングボルトシステムと2ピース式のファイアリングピンが組み込まれた点であった。1936年、これに加えてストックやハンドガード、照準器の形状などを改良したモデルがM1936として発表された。なお、M1936の製品名は間もなくしてM36に改められている。一連の銃器は、鋳鍛鋼製のソリッドトップレシーバーと側面排莢口が共通する特徴であった。当時猟銃として人気を博していたライバル製品ウィンチェスター M1894と比べると、M36は単純かつやや重い機構を備えていた。また、銃床もストレートグリップを備えるM94とは異なり、フルピストルグリップを備えていた。
1948年、M36に対しマーリン社に所属するトーマス・R・ロビンソン・ジュニア（Thomas R. Robinson, Jr.）技師の特許に基づく改良を加えたモデルがM336として発表された。M336はマーリンおよびグランフィールドの両ブランドのもと販売が行われ、現在ではレミントン・アームズ社からマーリンブランドの製品として販売されている。
フルピストルグリップを設けたウォールナット製の銃床、20インチ銃身およびフルレングスのチューブ型弾倉を備えるモデルが最も普及しているが、そのほかにも16.25インチ、18インチ、22インチ、24インチなどの銃身、ハーフレングスの弾倉、ストレートグリップかつバーチ製の銃床など、様々なオプションも存在する。

## 設計
M36と比較すると、M336はレシーバー側面に大きく開かれた排莢口が外見上の特徴である。クロムメッキが施された円形のブリーチボルトは従来型より単純かつ強度に優れていたほか、再設計されたカートリッジキャリア、改良型の抽筒子、従来の板バネに変わって採用されたコイル型のメインおよびトリガースプリングなどが構造上の改良点であった。一方、従来品と同様、レシーバーや主要な可動部品は、いずれも鋳鍛鋼製だった。
ソリッド/フラットトップのレシーバーと側面排莢という特徴を備えるため、M336はライフルスコープの使用に適した銃である。1956年、マーリン社は自社製のマイクログルーブライフリングシステムをM336やその他のセンターファイアライフルに組み込んだ。これは従来のライフリングに代わって比較的浅いライフリングを多数施すというもので、製造時間の短縮と工作機械の耐用年数延長が期待された。マーリン社の説明によれば、マイクログルーブライフリングシステムの採用により、仕上げ後の口径の均一化、工作精度の向上といった効果があり、ガス漏れ防止および銃口のスス溜まり軽減などのメリットがあるという。
設計上、分解清掃は容易である。整備の際には、マイナスドライバーでレバー支点ねじを外すと、レバーアーム、ボルト、イジェクターが取り外せる。また、他のレバーアクション銃とは異なり、M336は一般的なボルトアクション銃と同様、銃尾側からの清掃が行える。そのため、クリーニングロッドや清掃具による銃口の損傷を避けることができる。

## 製造
1983年の時点で、M336の販売総数は350万丁を超えており、アメリカの歴史上2番目に多く販売された高威力スポーツライフルだった（1番はウィンチェスターM1894）。

## 派生モデル

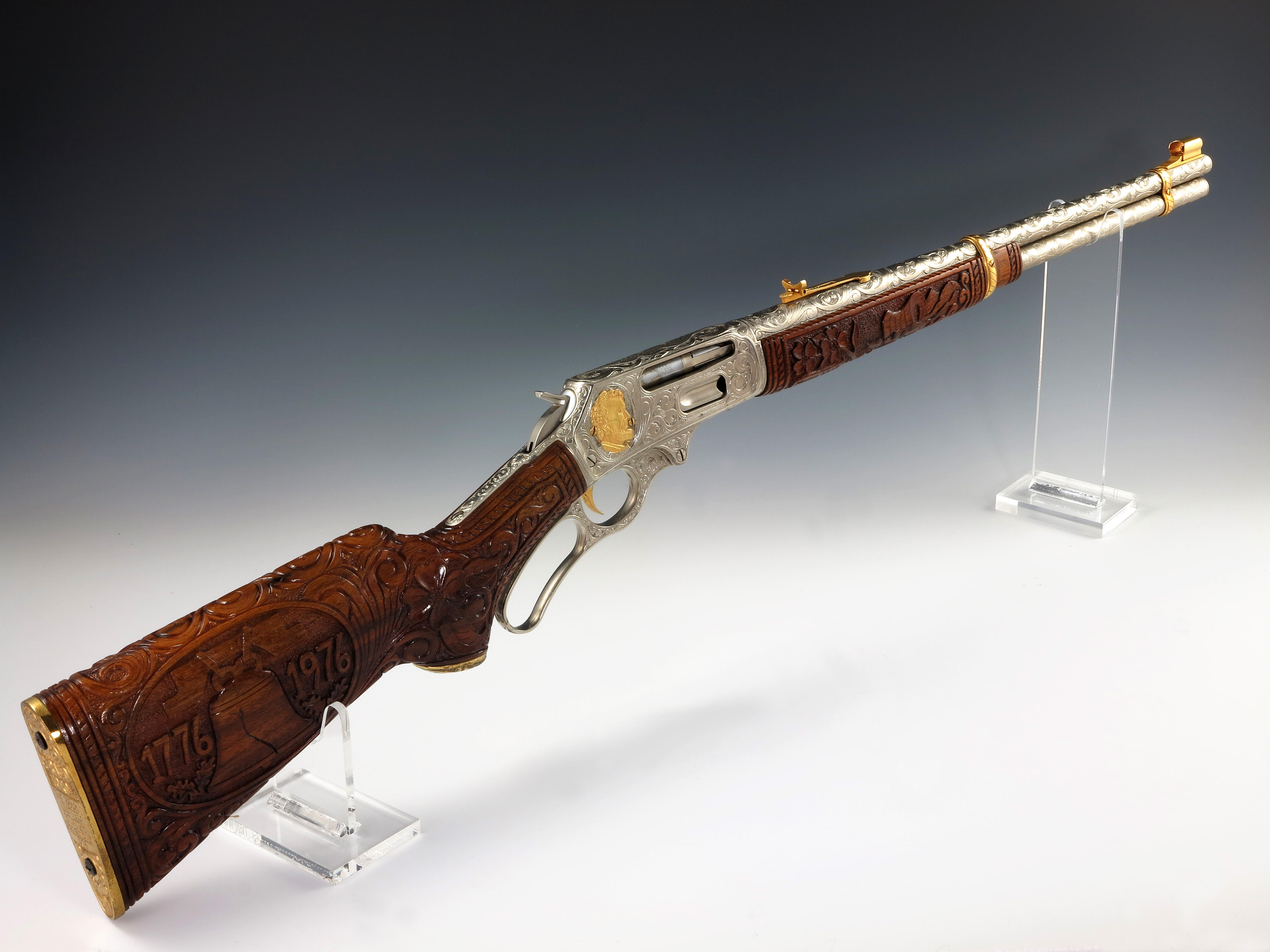
アメリカ建国200週年記念モデル（30-30弾仕様）

マローダー、トラッパー、M336Y
マーリンではM336のカービン・バリエーションを長年にわたって設計してきた。例えばマローダー（Marauder）、トラッパー（Trapper）、M336Yなどである。これらは16インチまたは18インチの短銃身を備えていた。また、M336Yは青年用（Youth Model）と位置づけられており、銃床も標準モデルより短かかった。
グレンフィールド
グレンフィールド（Glenfield）は、量販店・百貨店での取扱を想定したM336の廉価モデルとして長らく製造されてきた。J.C. Penney、Sears Roebuck & Company、Western Auto、K-Mart、ウォルマートなどで販売され、構造上M336との差異はほぼなかったものの、小売店ごとに異なった製品名が与えられていた。通常、グレンフィールドは安価なバーチ材の銃床およびハンドガードを備え、金属部分の表面仕上げも一部省略されていた。ブランドが分けられていたのは、M336を取り扱う銃器専門業者の顧客層との競合を避けるためだった。
ストアブランドモデル
1983年、各小売業者が独自のブランドで銃器の取り扱いを行うことが増えてきたため、グレンフィールドブランドは廃止された。その後、マーリンではM336の廉価モデルとしてM336WあるいはM30AWとして知られる製品を設計した。当初はウォルマートのみが取り扱いを行った。硬材銃床と安価な照準器を備えており、通常は他の安価なスコープやスリングといったオプションとセットにしたパッケージで販売されていた。マーリンM30AWパッケージには、取り付け済みの3-9x32スコープとパッド付きスリングが含まれていたが、基本的にはM336Wと同一の製品だった。
XLRシリーズ
M336XLRシリーズは、ステンレス製の外装、24インチバレル、グレイ/ブラックのラミネートストックを備える。口径が異なるいくつかのモデルが設計された。
M336SS
2000年に発表されたM336Mはステンレス製外装を備えたモデルである。同年末、20インチ銃身を備える.30-30口径モデル、M336SSが後継製品として発表された。M336SSは、鍛造ステンレス製のレシーバー、銃身、レバー、引き金を備える。弾倉、スプリング、装填口もステンレス製だった。それ以外の金属部品はニッケルメッキのスチール製だった。

### M444
1965年に発表されたM444は、M336と同様の構造を備え、.444マーリン弾を用いるライフルである。発表当時、民生銃器市場においては最も強力なレバーアクション銃であった。マズルエネルギーは3,000ft/lb以上で、北米における大物狩猟に用いることを想定して設計されていた。装弾数は弾倉4発、薬室に1発の計5発で、元々は24インチ銃身とストレートグリップ付き銃床を標準的に備えていた。
M444の初期モデルのライフリングピッチは1/38だったが、これに対し.444口径弾の弾頭重量は不足していた。また、ほとんどの.444口径弾は拳銃での使用のみを想定して設計されていたため、M444で射撃すると初速が早すぎて弾頭が破砕することが多かった。その後開発された265グレイン弾頭は猟銃としてのM444の利便性を大幅に向上させ、他の重量の弾頭も製造されるようになった。1971年、M444は22インチ銃身とピストルグリップ付き銃床を標準的に取り付けた状態で販売されるようになった。また、後期型ではより重く長い弾頭を用いることを想定し、ライフリングピッチが1/20に改められている。

### M1894
1963年、マーリンはM336Tカービンのバリエーションとして、.44マグナム弾仕様、ストレートグリップ付き銃床、20インチ銃身、フルレングス弾倉を備えるモデルを発表した。しかし、全長の短い.44マグナム弾を装填することに由来する不具合が相次ぎ、1964年に販売が中止された。
マーリンでは.44マグナム弾を使用するレバーアクションカービンの需要を見込んでいたため、これの後継製品の設計を模索した。1969年、.44マグナム弾/.44スペシャル弾を用いるモデルとして、M1894（新M1894）が発表された。新M1894はM336の構造ではなく、かつて販売されていた同名製品（旧M1894）のフラットボルトとショートレシーバーを元に設計されており、.44口径モデルの発表までに多少の改良が加えられている。旧M1894は.38-40ウィンチェスター弾や.44-40ウィンチェスター弾といった拳銃弾長の弾薬を用いるライフルとして設計されていたため、これを元にした新M1894は.44口径弾を問題なく使用することができた。旧M1894と同様、新M1894はストレートグリップ付き銃床を備えていた。1979年以降、新M1894は.38スペシャル弾/.357マグナム弾、.41マグナム弾、.45コルト弾といった口径のバリエーションが設計され、それぞれM1894C、M1894S、M1894CSという製品名で販売された。1984年、はクロスボルトセーフティが追加された。新M1894はカウボーイアクション・シューティングの愛好家や、リボルバーと弾薬を共有できるライフルを求めるユーザーの間で人気を博した。

### M1895
1972年、マーリンは1895年から1917年まで販売されていたM1895（旧M1895）と同名のライフル（新M1895）を発表した。新M1895は、.45-70弾仕様で、M444とよく似ており、M336と同デザインのレシーバーおよびレバーアクションシステムが採用されていた。新M1895のバリエーションとしては、近代的な.338マーリン・エクスプレス弾を用いる338MXおよび338MXLRがある。

#### .450マーリン弾
本来の.45-70弾は黒色火薬を使う弾薬で、旧M1895のような旧式銃で射撃される想定のもと設計されている。その後、近代的な.45-70弾仕様ライフル（新M1895のほか、ルガー No.1、ブローニング BLRなど）の普及に伴い、ホーナディなどの弾薬メーカーにおいて、.444マーリンなどと同等かそれ以上の威力を持つ.45-70口径の強装弾が販売されるようになった。いくつかの製品は.458ウィンチェスター・マグナム弾に近い威力を持ち、象撃ちなどの大物狩猟にも用いることができた。これらの強装弾を本来の.45-70弾向けに設計された旧式銃に用いることは非常に危険である。そのため、マーリンでは旧式銃に装填できないようにベルトを設けた.450マーリン弾という強装弾を発表した。しかし、多くのM1895ユーザーは、鹿などを撃つ時に従来の.45-70弾を使いつつ、危険な獲物を相手にする際にそのまま.45-70強装弾が装填できる利便性を求めており、併用ができない.450マーリン弾は不便な弾薬と見做された。結局、2000年に発表された.450マーリン弾仕様の1895Mは、2009年に製造が終了した。

#### ガイドガン
ガイドガン（Guide Gun）とは、元々はアラスカで活動するハンティングガイドらがグリズリーなどの襲撃に備えて携行した自衛用の猟銃を指した。現在では、携行が容易、短銃身（16 - 19インチ程度）、大口径（.45-70弾または.450マーリン弾）、3/4長のチューブ型弾倉といった特徴を備えるレバーアクションライフルを指してこの言葉が使われる。市販のライフルをガンスミスの元に持ち込んでガイドガンへの改造を依頼するのが一般的で、新M1895はしばしばこの用途に用いられる。また、マーリンはガイドガンのコンセプトを取り入れた新M1895のバリエーションとして、かつてM1895SDTおよびM336STDを販売していた。現在ではM1895G、M1895GS、M1895GBL、M1895SBL、M1895mなどがガイドガンモデルとして販売されている。